# Younes Kaboul
Younes Kaboul (nacido el 4 de enero de 1986 en Saint-Julien-en-Genevois, Francia) es un exfutbolista francés de origen marroquí que militó en equipos como el Sunderland, Tottenham Hotspur o Watford entre otros. Jugaba de defensa central.

## Carrera

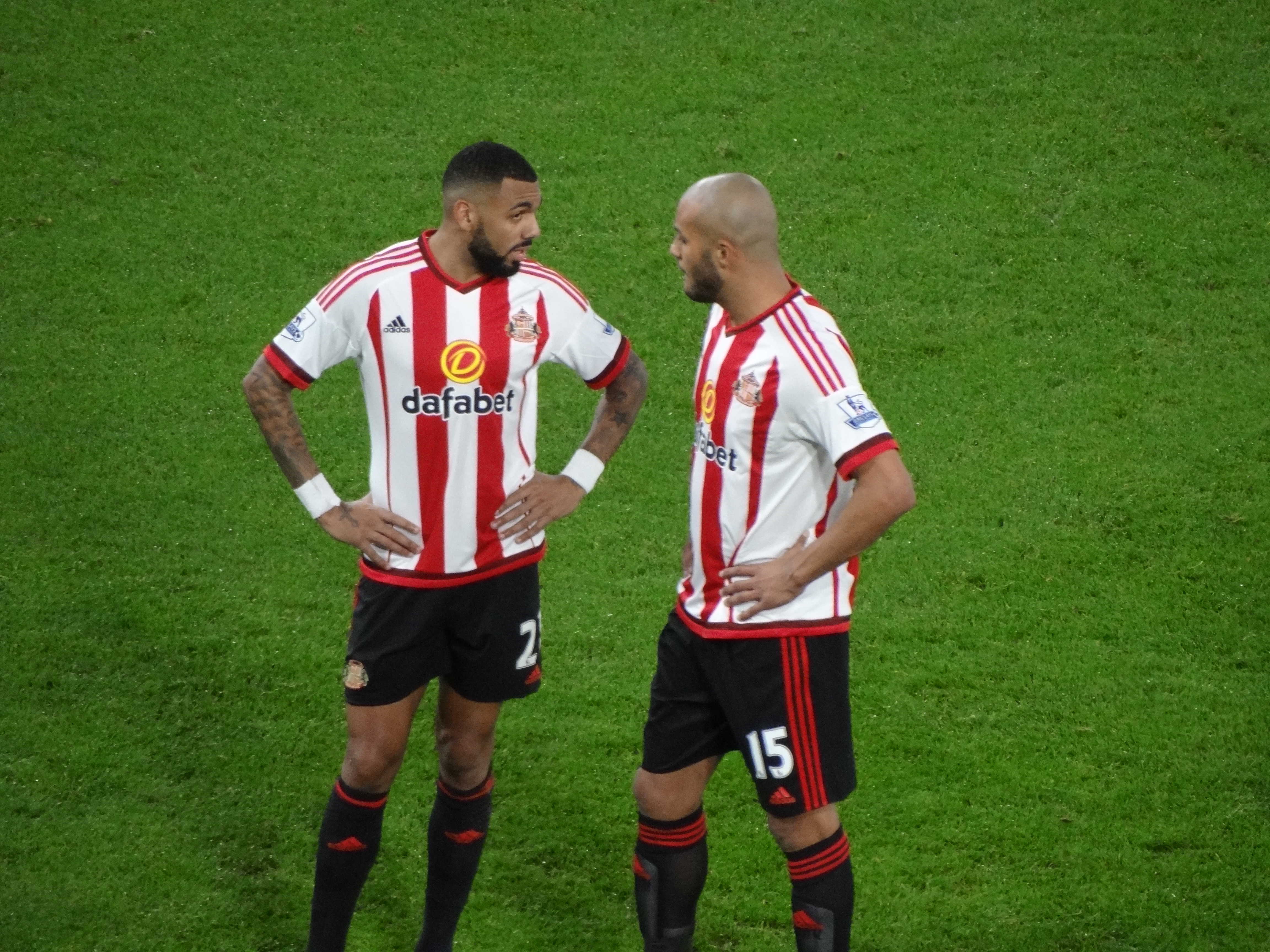
Kaboul jugando para Sunderland.

Pasó del equipo de su pueblo a los juveniles del AJ Auxerre, donde pasó 4 años hasta que subió al primer equipo, en 2007, fichó por el Tottenham Hotspur, equipo en el de inmediato se convirtió en un favorito de la afición, por su entrega, sin embargo, serios errores le llevaron a ser suplente la mayor parte de la temporada gracias a su mal comportamiento por las noches. Al año siguiente, firmó por el Portsmouth FC. Su gran temporada le hizo volver a su club inglés de origen, el Tottenham Hotspur donde jugó durante 6 temporadas.
En la temporada 2015/2016 Kaboul cambió de aires fichando por el tradicional equipo Sunderland. Su etapa con los "Black cats" se extendería solo una temporada debido a que fue fichado por el Watford antes de inicial la campaña 2016/2017.Este fue el último equipo profesional de Kaboul quien se retiró en enero de 2019.

## Selección nacional
Fue internacional con la Selección de fútbol de Francia Sub-21.

## Clubes
| Club              | País       | Año       |
| ----------------- | ---------- | --------- |
| AJ Auxerre        | Francia    | 2004-2007 |
| Tottenham Hotspur | Inglaterra | 2007-2008 |
| Portsmouth FC     | Inglaterra | 2008-2010 |
| Tottenham Hotspur | Inglaterra | 2010-2015 |
| Sunderland FC     | Inglaterra | 2015-2016 |
| Watford FC        | Inglaterra | 2016-2018 |